# Ramesseum
Ramesseum là một đền thờ (đền tang lễ) của vị Pharaon nổi tiếng Ramesses II Đại đế. Ngôi đền nằm trong Khu nghĩa trang Thebes, ở Thebes, Thượng Ai Cập, ngày nay thuộc thành phố Luxor. Ban đầu nó được gọi với cái tên rất dài, tạm dịch: "Ngôi nhà hàng triệu năm của Usermaatra-setepenra và thành phố Thebes đã hợp lại thành lãnh thổ của thần Amun". Usermaatra-setepenra là tên riêng của Ramesses II.

## Mô tả

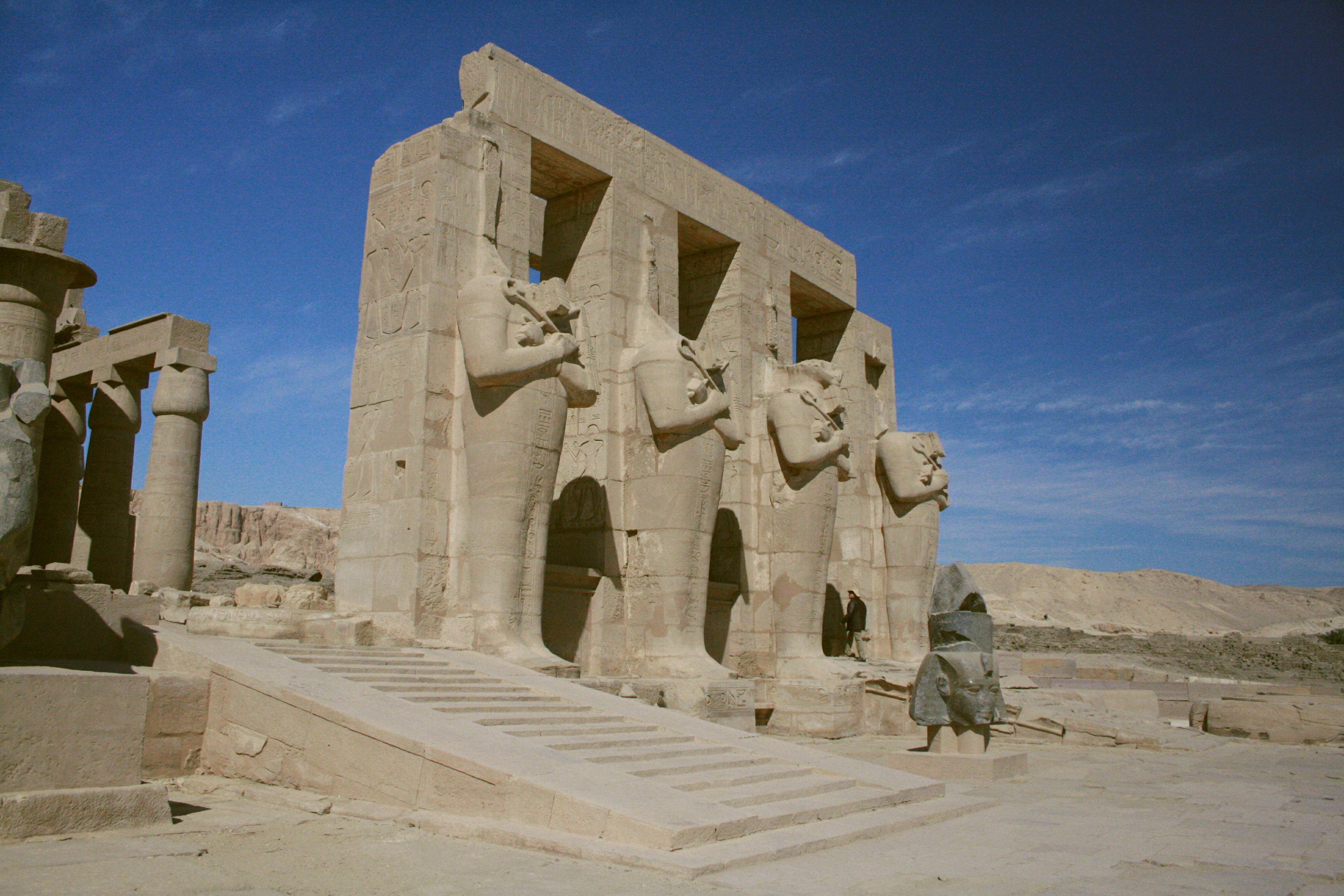
Các bức tượng Ramesses II - Osiris (phần đầu bị vỡ)

Ramesses II đã tiến hành xây dựng nhiều công trình lộng lẫy, đồ sộ tại vùng đất được chọn, thậm chí là chiếm đoạt và sửa đổi nhiều công trình khác của các tiên vương làm của riêng cho mình. Sử sách ghi lại rằng, ông đã cho khởi công xây dựng khu đền thờ này ngay khi kết thúc năm thứ 2 trị vì và hoàn thành vào năm thứ 21. Hai kiến trúc sư chủ trì toàn bộ công trình này là Penre và Amenemone.
Đền Ramesseum được xây dựng chủ yếu bằng sa thạch được lấy từ Gebel Silsileh, một mỏ đá nằm phía nam Luxor. Toàn bộ công trình chiếm 6 ha. Hai đền đá nằm ở trung tâm khu phức hợp, và 3 hướng xung quanh (bắc, nam, tây) là các cung điện, phòng ốc bằng gạch bùn. Một con đường trải nhựa dẫn đến các phòng, chạy dọc theo 2 ngôi đền lớn. Các phòng được dùng để cất giữ các tế phẩm như ngũ cốc, mật ong, rượu, dầu và hương liệu nằm ở phía tây bắc. Một nhóm 12 phòng được sử dụng làm nơi cất giữ châu báu đặt đối diện nhau, được bao quanh bởi 28 cột đá. Ở cực tây có một bệ đá, là nơi đặt ngai vàng.
Vào năm thứ 30, các công xưởng làm bánh mì, xưởng dệt và lò mổ thịt được xây dựng tại đây để phục vụ cho việc tế thần. Có hơn 48.000 người làm việc trong đền thờ, họ làm những công việc như trồng lúa, chăn nuôi gia súc ngay trên mảnh đất của đền Ramesseum.

### Tháp môn
Quay mặt theo hướng tây bắc - đông nam, đền Ramesseum có 1 cổng tháp môn bằng đá (rộng khoảng 60 mét, cao 22 mét) dẫn vào đền. Trên đó có khắc tên của các vua từ Thutmose I đến Thutmose III, gọi là Danh sách vua Ramesseum.
Theo tục lệ, các tường cột đá được trang trí với những cảnh thắng trận của một vị vua để ghi danh lại với đời và những cảnh cúng tế các vị thần. Đối với Ramesses, kỷ niệm quân sự đáng nhớ nhất của ông đó chính là sự chiến thắng vinh quang trong trận Kadesh với người Hittite (khoảng năm 1274 TCN). Hình ảnh chiến thắng còn được khắc trên các đền thờ tại Abydos, Karnak, Luxor và Abu Simbel.
Tuy nhiên, một điều lạ lùng là trên nóc tháp môn thứ nhất lại ghi chép sự về sơ vét của cải trong dân chúng tại thành phố Shalem (có thể là Jerusalem ngày nay), vào năm trị vì thứ 8 của Ramess. Chiến công to lớn của Ramess II đã được viết thành một bản trường ca, gọi là "Thiên hùng ca Pentaour", vẫn còn được thấy trên tường tháp môn.

### Khoảng sân

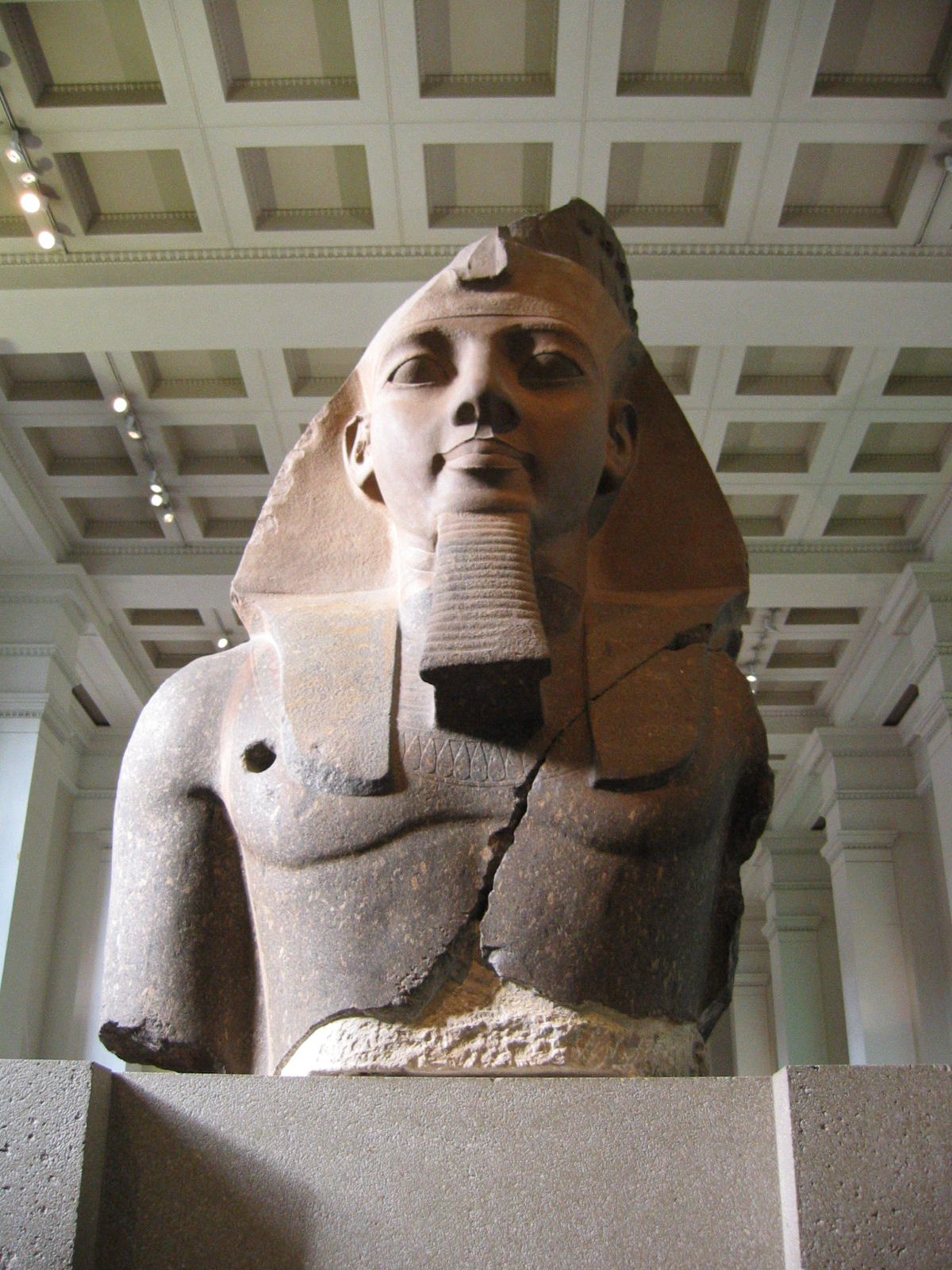
Bức tượng Younger Memnon. Đây là phần đầu của một bức tượng khổng lồ tại Ramesseum

Có hai khoảng sân chính nằm trong khu phức hợp đền thờ, được ngăn cách bởi các tượng đài và các trụ cột.
Khoảng sân thứ nhất được tính từ cổng tháp môn, được chắn bởi 11 bức tượng khổng lồ của Ramess trong hình hài của thần Osiris ở phía bắc và hai hàng cột đá ở phía nam ngôi đền. Một cung điện nằm phía bên trái của khoảng sân này, là nơi Ramesses ngự khi hoàng gia tổ chức các lễ hội. Khoảng sân thứ nhất này còn được gọi là "Sân của nhà vua" do cách trang trí của các công trình đều thuộc về Ramesses II và các thành viên hoàng gia.
Các bức tượng khổng lồ bằng đá granite của Ramess ngày nay đa phần bị vỡ và nằm trên mặt đất. Chúng cao khoảng 19 mét, nằm trong số những bức tượng cao nhất của Ai Cập. Ramesses đã tự nhận mình là "Osymandias, Vua của các vị vua" trên các bức tượng này. Bên cạnh đó là những bức tượng cao 9 mét của thái hậu Tuya, mẹ đẻ của vua Ramess.

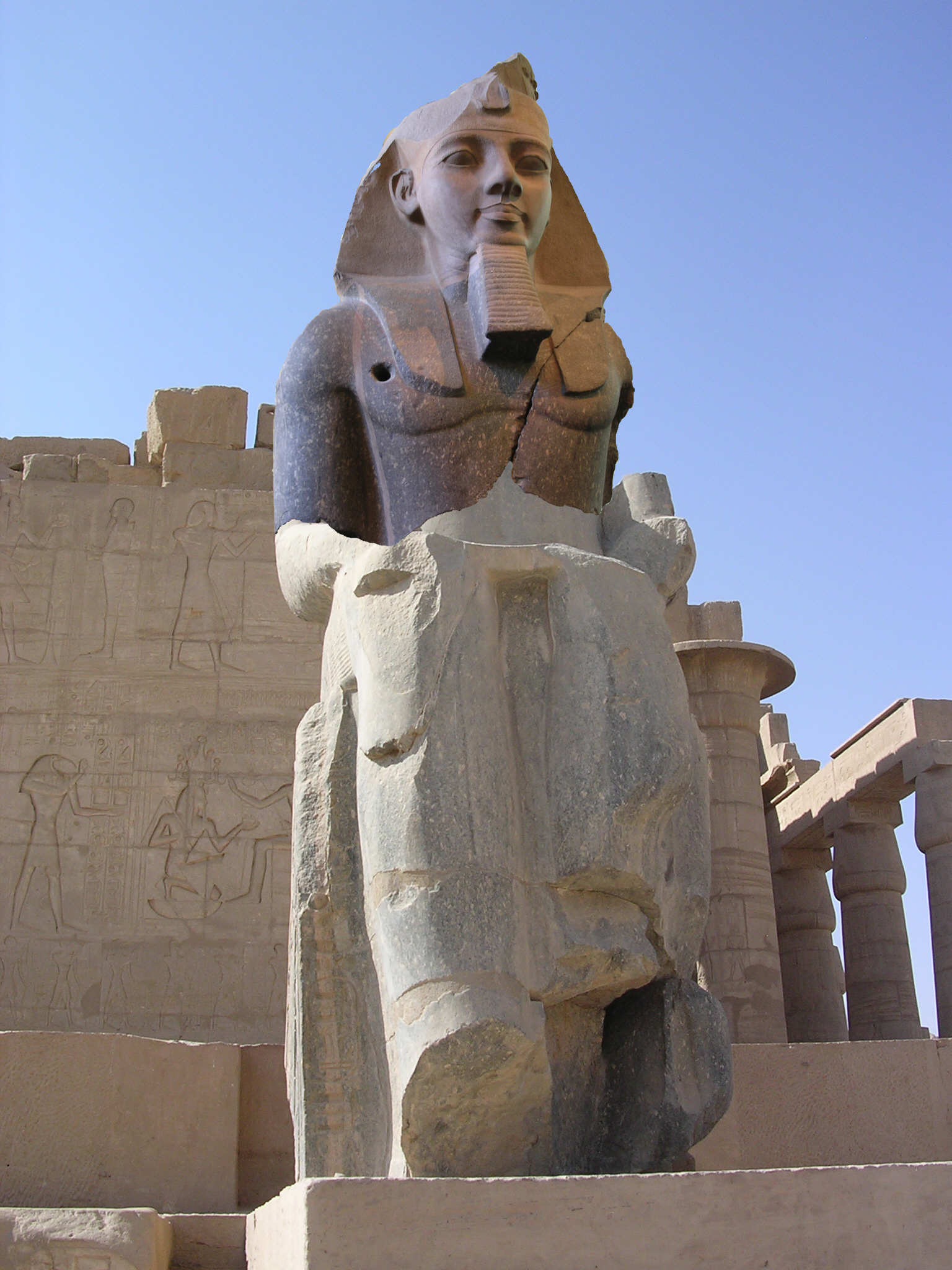
Bức tượng Younger Memnon

Một con đường dọc theo những bức tượng to lớn của ông nối hai khoảng sân trống với nhau. Ở phía tây và đông của sân thứ 2, là dãy các tượng của Ramess cũng trong hình dáng của vị vua cõi âm. Trên các bức tường phía đông là những bức phù điêu tái hiện lại trận Kadesh và những lễ hội kỷ niệm thần Min. Sân thứ hai thiêng về tôn giáo nhiều hơn ở sân đầu tiên.

### Đại sảnh lớn
Đại sảnh này được gồm 48 cột được chia thành 6 hàng. Hai dãy cột cao nhất (10 mét) nằm giữa, đỉnh cột chạm khắc hình hoa nở, những dãy cột bên thì được chạm khắc hình nụ hoa. Trên các bức tường và trụ cột là những cảnh cúng bái và nghi lễ tôn giáo. Đi về phía bắc của đại sảnh này là một ngôi đền nhỏ, nơi thờ thái hậu Tuya và hoàng hậu Nefertari.
Sảnh được chia làm 2 phòng. Trần nhà ở phòng thứ nhất có vẽ các hành tinh, các chòm sao thuộc Bắc bán cầu và lịch âm, phòng này dành cho mục đích thiên văn. Phòng thứ hai là nơi dành để cầu nguyện với những lễ vật được khắc trên tường.

## Tàn tích
Vị trí của đền Ramesseum nằm ngay rìa sông Nin, do lũ lụt hằng năm nên nước sông đã làm suy yếu móng của ngôi đền, cộng với sự xuất hiện tôn giáo mới đã khiến người Ai Cập bỏ bê ngôi đền. Chính vì thế mà Ramesseum bị hư hỏng khá nặng nề, không xứng với tên gọi "ngôi nhà hàng triệu năm" của nó.

## Hình ảnh
- Đền Ramesseum của Ramesses II
- Đền Ramesseum của Ramesses II
- Điêu khắc hình đài hoa trên đỉnh cột tại đền Ramesseum
- Những bức hình đầu tiên của ngôi đền (1853 - 1854)
- Những bức hình đầu tiên của ngôi đền (1853 - 1854)